# Малиновка (Кривошеинский район)
Малиновка — село в Кривошеинском районе Томской области, Россия. Входит в состав Новокривошеинского сельского поселения.

## История
Основано в 1920 году. В 1926 году посёлок Малиновский состоял из 16 хозяйств, основное население — русские. Центр Малиновского сельсовета Кривошеинского района Томского округа Сибирского края.

## Население
| 1926 | 2002 | 2010 | 2012 | 2013 | 2014 | 2015 |
| ---- | ---- | ---- | ---- | ---- | ---- | ---- |
| 69   | ↗491 | ↘366 | ↘339 | ↘331 | ↘302 | ↘299 |
| 2021 |      |      |      |      |      |      |
| ↘218 |      |      |      |      |      |      |